# Black-Eyed, Please
Black-Eyed, Please, titulado Ojos morados, por favor en Hispanoamérica y Ojo morado, por favor en España, es el décimo quinto episodio perteneciente a la vigésimo cuarta temporada de la serie animada Los Simpson y el quingentésimo vigésimo tercero de la misma. Se estrenó originalmente el 10 de marzo de 2013 por la cadena Fox. Este episodio estuvo dirigido por Matthew Schofield y escrito por John Frink. Tina Fey y Richard Dawkins estuvieron de estrellas invitadas.

## Sinopsis
Flanders se pone celoso cuando sus relajados padres comienzan a preferir la compañía de Homer a la suya y se enfrenta a una culpa insoportable después de golpear a Homer en el ojo, mientras intenta desesperadamente reconciliarse con él.
Al bajar los niños del bus, Otto petrende timar a los ancianos con un casino, pero al escuchar las disputas de los ancianos les piden que se baje. Un rato después a la nueva maestra sustituta de Lisa, la Sra. Cantwell, no le gustan los jóvenes sabelotodo y la acosa con malas calificaciones.
Mientras tanto, Ned intenta negociar con Homer y vuelve a golpear a Homer delante de todos. Marge se sorprende de esto y también la gente del pueblo. Cuando intenta ser el guardia cruzado, a Ned se le niega su ayuda para las personas. Homer acepta solo que lo lastimen aún más. Finalmente, Homer decidió dejar que la nueva esposa de Ned, Edna Krabappel encargara de ello para vengarse de Homer y ayudar a Lisa a dejar de ser miserable. 
Al día siguiente, Edna entra en la habitación con Bart. Después de dos minutos de Cantwell tomando un descanso para ir al baño, descubre que Bart y Lisa se han hecho cargo de su clase. Así que lo abandona instantáneamente y le dice a Lisa que no le gustan las rubias y piensa que Lisa también es una fiestera.